# Ặ
Ặ, ặ – litera rozszerzonego alfabetu łacińskiego, powstała poprzez połączenie litery A z kropką i brewisem. Wykorzystywana jest w języku wietnamskim. Oznacza dźwięk [aː˨˩ˀ], tj. samogłoskę otwartą przednią niezaokrągloną w iloczasie, wymawianą z tonem nặng (krótkim, lekko opadającym, glottalizowanym).

## Kodowanie
| Znak                   | Ặ                                               | Ặ                                               | ặ                                             | ặ                                             |
| ---------------------- | ----------------------------------------------- | ----------------------------------------------- | --------------------------------------------- | --------------------------------------------- |
| Nazwa w Unikodzie      | Latin Capital Letter a with Breve and Dot Below | Latin Capital Letter a with Breve and Dot Below | Latin Small Letter a with Breve and Dot Below | Latin Small Letter a with Breve and Dot Below |
| Kodowanie              | dziesiątkowo                                    | szesnastkowo                                    | dziesiątkowo                                  | szesnastkowo                                  |
| Unicode                | 7862                                            | U+1EB6                                          | 7863                                          | U+1EB7                                        |
| UTF-8                  | 225 186 182                                     | e1 ba b6                                        | 225 186 183                                   | e1 ba b7                                      |
| Odwołania znakowe SGML | &#7862;                                         | &#x1EB6;                                        | &#7863;                                       | &#x1EB7;                                      |